# XPi (Inschrift)
XPi ist die Abkürzung einer Inschrift von Xerxes I. (X). Sie wurde in Persepolis (P) entdeckt und von der Wissenschaft mit einem Index (i) versehen. Sie lag ursprünglich in altpersischer, elamischer und babylonischer Sprache vor, wovon Teile der altpersischen und elamischen Sprachversionen erhalten sind.

## Inhalt
„Knauf aus Halbedelstein(imitat), an des Königs Xerxes Hof hergestellt.“

## Beschreibung
Die Inschrift XPi ist auf einem Fragment mit stark beschädigtem Text überliefert und konnte nur durch Vergleiche mit der Inschrift DPi entziffert werden. Überliefert ist ein Teil der altpersischen und elamischen Sprachversion. Das Fragment wurde während der Ausgrabungen 1933–1934 im Schutt des südöstlichen Palasts, des sogenannten Harems, von Ernst Herzfeld gefunden und 1938 veröffentlicht. Der Gegenstand hat die wissenschaftliche Objektbezeichnung PT2 646 und befindet sich im Museum des Institute for the Study of Ancient Cultures, West Asia & North Africa (ISAC) (bis 2023 Oriental Institute der University of Chicago) unter der Inventarnummer A19488.
Der Text von XPI ist identisch mit demjenigen der Inschrift DPi, deren Gegenstände im gleichen Gebäude gefunden wurden.